# پورتچستر
longitudeپورتچسترlatitudeپورتچستر
پورتچستر (به انگلیسی: Portchester) یک شهرک در بریتانیا است که در جنوب شرقی انگلستان واقع شده‌است.